# Кручинкін Микола Кузьмич
Мико́ла Кузьми́ч Кручи́нкін (22 січня 1897, Санкт-Петербург — 19 серпня 1938, Москва) — один із керівників прикордонних і внутрішніх військ НКВС. Начальник Управління прикордонних і внутрішніх військ НКВС Української РСР у 1938 році, комдив (1935).

## Життєпис
Народився у російській родині службовця Акцизного відомства — вихідця із селян села Любаскова, який працював на казенному винному складі. З 1907 році навчався в реальному училищі міста Гжатськ, яке закінчив у 1914 році. У серпні 1914 році вступив до Томський технологічний інститут, який закінчив у травні 1916 року.
У червні 1916 року вступив охотником (добровольцем) на військову службу. З серпня 1916 року — рядовий 2-го навчального батальйону російської армії у Царицині. У вересні 1916 року відряджений на навчання до 3-ї Петергофської школи прапорщиків. У грудні 1916 року випущений прапорщиком у 44-й запасний піхотний полк, в якому прослужив до травня 1917 року. Отримав чин підпоручника. Потім у складі 223-го піхотного полку воював на Південно-Західному фронті: з 7 по 20 липня 1917 року — командир роти, начальник саперної команди полку. У січні 1918 року був демобілізований «через розформування старої армії».
З лютого 1918 року — у Червоній армії. Почав службу діловодом 32-го евакопункту і Гжатського повітового військкомату і перебував на цій посаді до серпня 1918 року. Потім служив у 23-му стрілецькому полку 3-ї стрілецької дивізії, спочатку в резерві Південного фронту, а з липня 1919 року брав участь у бойових діях проти денікінців: з 10 листопада 1918 року — командир батальйону у складі полку, з 1 квітня 1919 року тимчасово виконував обов'язки командира полку, з 8 червня 1919 року — помічник командира полку.
У вересні 1919 року прийнятий в члени РКП(б) і зарахований слухачем Академії Генерального штабу РСЧА, а 17 жовтня 1919 року відбув на навчання. У травні 1920 року закінчив академію, після чого відбув у свій 23-й полк, де два з половиною місяці виконував обов'язки командира полку. З 20 вересня 1920 року — начальник штабу 178-ї стрілецької бригади, потім командир 180-ї стрілецької бригади 60-ї стрілецької дивізії. З 9 січня 1921 року — на навчанні у Військовій академії РСЧА.
У травні 1921 року перейшов на службу до військ ВЧК. Служив без відриву від навчання. У 1921 році: з 26 травня — помічник начальника стройового відділення Управління військ ВЧК, з 10 червня — начальник організаційного відділення Управління військ ВЧК, з 1 листопада 1921 по вересень 1922 рокуроку — знову помічник начальника стройового відділення Управління військ ВЧК. 25 вересня 1922 року закінчив Військову академію РСЧА, після чого проходив стажування на посаді заступника начальника штабу військ ДПУ. У жовтні 1922 «за відрив від партійної роботи» був виключений з РКП(б).
З 1923 року — одночасно помічник начальника відділу прикордонної охорони ОДПУ СРСР та помічник інспектора військ ОДПУ. З серпня 1926 року — помічник (а з 31 липня 1931 року — заступник) начальника Головного управління прикордонних військ і військ ОДПУ СРСР. У липні 1929 року знову був прийнятий у члени ВКП(б). З 1 березня 1930 року по 1932 рік поєднував роботу із посадою начальника мобілізаційного відділу ОДПУ СРСР.
З 10 липня 1934 року — заступник начальника Головного управління прикордонної і внутрішньої охорони (ГУПВО) НКВС СРСР Михайла Фріновського. 17 грудня 1935 року йому було присвоєно звання комдива.
15 квітня 1937 — 29 січня 1938 року — начальник Головного управління прикордонних і внутрішніх військ (ГУПВВ) НКВС СРСР. Одночасно з 27 серпня 1937 року був заступником голови Центральної ради «Динамо».
29 січня 1938 року відсторонений від посади начальника ГУПВВ НКВС СРСР і призначений начальником Управління прикордонних і внутрішніх військ НКВС УРСР, але 29 березня 1938 року він був знятий і з цієї посади і зарахований у резерв відділу кадрів НКВС СРСР.
14 квітня 1938 року заарештований, а 20 квітня звільнений із НКВС. Під час слідства визнав себе винним в участі у військово-фашистській змові в РСЧА. У судовому засіданні ВКВС 19 серпня 1938 року також визнав себе винним і був засуджений до вищої міри покарання. Розстріляний у той же день. Реабілітований 9 травня 1956 року.

## Награды
- два ордени Червоного Прапора (17.02.1920, 17.11.1934)
- орден Трудового Червоного Прапора Туркменської РСР (11.06.1928)
- орден Червоної Зірки (14.02.1936)
- знак «Почесний працівник ВЧК—ГПУ (V)» (1929)
- знак «Почесний працівник ВЧК—ГПУ (XV)» (20.12.1932)